# Нижнее Гаквари
Нижнее Гаквари (чамал. Гьикь Акве) — село в Цумадинском районе Дагестана Российской Федерации. Административный центр Нижнегакваринского сельсовета.

## Географическое положение
Село находится на берегу реки Гаквари, на расстоянии 6 км к западу от села Агвали, административного центра района.

## Население
| 1869 | 1888  | 1895  | 1926 | 1939 | 1970 | 1989 |
| ---- | ----- | ----- | ---- | ---- | ---- | ---- |
| 792  | ↗1164 | ↗1303 | ↘396 | ↘219 | ↗439 | ↘353 |
| 2002 | 2003  | 2004  | 2007 | 2010 | 2021 |      |
| ↗627 | ↗628  | ↗715  | ↘576 | ↘496 | ↗595 |      |

### Национальный состав
Нижнее Гаквари — одно из чамалинских сел в Цумадинском районе.

## Памятники
По инициативе московского врача и общественного деятеля Магомеда Абдулхабирова в селе было установлено три памятника:
- Памятник осиротевшим хуторам (2018)[15]
- Памятник не вернувшимся с войны гакваринцам (2019)[16]
- Памятник репрессированным гакваринцам (2020)[16]

## Известные уроженцы
- Магомедов, Хандула Ашикович (1933—2017) — советский учёный. Доктор физико-математических наук.